# Arquebisbat de Khartum
L'arquebisbat de Khartum (llatí: Archidioecesis Khartumensis) és una seu metropolitana de l'Església Catòlica al Sudan. El 2012 tenia 983.098 batejats sobre una població de 25.946.220 habitants. Actualment està regida per l'arquebisbe cardenal Gabriel Zubeir Wako.

## Territori
L'arxidiòcesi comprèn el Sudan oriental, i concretament els wilāyāt de Nil Blau, Sennar, Nil Blanc, Al-Jazira, Al-Qadarif, Khartum, Cassala,  Mar Roja, Nahr an-Nil i Nord.
La seu arxiepiscopal és la ciutat de Khartum, on es troba la capital Khartum, on es troba la catedral de Sant Mateu.
El territori s'estén sobre 981.000 km², i està dividit en 27 parròquies.

### Província eclesiàstica
La província eclesiàstica de Khartum, instituïda el 1974, comprèn una única diòcesi sufragània, la diòcesi d'El Obeid.

## Història
El vicariat apostòlic de l'Àfrica central va ser erigit el 3 d'abril de 1846, amb territori pres del vicariat apostòlic d'Egipte i Aràbia (avui vicariat apostòlic d'Alexandria d'Egipte). Inicialment, el vicariat apostòlic, amb seu a Khartum, tenia jurisdicció sobre un territori enorme, que comprenia el Sudan, el Txad, Níger i Uganda.
El 27 d'octubre de 1880 cedí una part del seu territori per tal que s'erigís el vicariat apostòlic de Nyanza (avui arquebisbat de Kampala).
El 30 de maig de 1913 cedí una altra part del seu territori per tal que s'erigís de la prefectura apostòlica de Bahr el-Ghazal (avui bisbat de Wau) i paral·lelament canvià el seu nom pel de vicariat apostòlic de Khartum.
El 28 d'abril de 1914 cedí de nou una part del seu territori per tal que s'erigís la prefectura apostòlica d'Adamaua (avui bisbat de Nkongsamba).
El 10 de gener de 1933, el 28 d'abril de 1942, el 9 de gener de 1947 i el 10 de maig de 1960 cedí noves porcions del seu territori per tal que s'erigís respectivament de la missió sui iuris de Kodok (avui bisbat de Malakal), de la prefectura apostòlica de Niamey (avui arxidiòcesi) i Fort-Lamy (avui arquebisbat de N'Djamena) i del vicariat apostòlic d'El Obeid (avui diòcesi).
El 12 de desembre de 1974 va ser elevat al rang d'arxidiòcesi metropolitana mitjançant la butlla Cum in Sudania del Papa Pau VI.

## Cronologia episcopal
- Annetto Casolani † (3 d'abril de 1846 - 2 de maig de 1847 renuncià)
  - Sede vacante (1847-1872)
- San Daniele Comboni, M.C.C.I. † (1872 - 10 d'octubre de 1881 mort)
- Francesco Sogaro, M.C.C.I. † (4 d'octubre de 1882 - 1895 renuncià)
- Antonio Maria Roveggio, M.C.C.I. † (8 de febrer de 1895 - 3 de maig de 1902 mort)
- Franz Xavier Geyer, M.C.C.I. † (6 d'agost de 1903 - maig de 1922 renuncià)
  - Sede vacante (1922-1924)
- Paolo Tranquillo Silvestri, M.C.C.I. † (29 d'octubre de 1924 - de juliol de 1930 renuncià)
- Francesco Saverio Bini, M.C.C.I. † (20 de novembre de 1930 - 11 de maig de 1953 mort)
- Agostino Baroni, M.C.C.I. † (29 de juny de 1953 - 10 d'octubre de 1981 jubilat)
- Gabriel Zubeir Wako, des del 10 d'octubre de 1981

## Estadístiques
A finals del 2012, la diòcesi tenia 983.098 batejats sobre una població de 25.946.220 persones, equivalent al 3,8% del total.
| any  | població | població   | població | sacerdots | sacerdots       | sacerdots       | sacerdots             | diaques | religiosos | religiosos | parròquies |
| ---- | -------- | ---------- | -------- | --------- | --------------- | --------------- | --------------------- | ------- | ---------- | ---------- | ---------- |
| any  | batejats | total      | %        | total     | clergat secular | clergat regular | batejats por sacerdot | diaques | homes      | dones      |            |
| 1950 | 3.300    | 5.900.000  | 0,1      | 40        |                 | 40              | 82                    |         | 57         | 109        | 6          |
| 1969 | 15.446   | 5.007.616  | 0,3      | 45        |                 | 45              | 343                   |         | 57         | 121        | 11         |
| 1980 | 73.400   | 8.030.000  | 0,9      | 53        | 2               | 51              | 1.384                 | 1       | 62         | 131        | 15         |
| 1990 | 390.000  | 14.000.000 | 2,8      | 69        | 8               | 61              | 5.652                 | 1       | 79         | 155        | 22         |
| 1999 | 907.420  | 19.696.404 | 4,6      | 123       | 53              | 70              | 7.377                 | 4       | 107        | 152        | 29         |
| 2000 | 915.469  | 19.895.279 | 4,6      | 116       | 57              | 59              | 7.891                 | 4       | 86         | 136        | 29         |
| 2001 | 923.518  | 20.293.184 | 4,6      | 114       | 60              | 54              | 8.101                 | 4       | 83         | 153        | 29         |
| 2002 | 932.784  | 20.299.184 | 4,6      | 119       | 71              | 48              | 7.838                 | 4       | 81         | 150        | 28         |
| 2003 | 939.466  | 21.113.029 | 4,4      | 117       | 67              | 50              | 8.029                 | 4       | 79         | 142        | 28         |
| 2004 | 944.376  | 21.205.500 | 4,5      | 119       | 77              | 42              | 7.935                 | 4       | 64         | 144        | 28         |
| 2006 | 954.660  | 22.062.201 | 4,3      | 114       | 68              | 46              | 8.374                 | 4       | 76         | 152        | 28         |
| 2012 | 983.098  | 25.946.220 | 3,8      | 84        | 47              | 37              | 11.703                | 2       | 54         | 137        | 27         |